# Kallirrhoë (Tochter des Skamandros)
Kallirrhoë oder Kallirhoë (altgriechisch Καλλι(ρ)ρόη Kalli(r)rhóē, deutsch ‚die Schönfließende‘)  ist eine Najade der griechischen Mythologie.
Sie war die Tochter des Flussgottes Skamandros. Als Gemahlin des Tros gebar sie die drei Söhne Assarakos, Ganymedes und Ilos sowie die Tochter Kleopatra. Nach anderer Überlieferung heiratete sie den Erichthonios und wurde die Mutter des Tros.